# Antonov 181
O Produto 181 (em ucraniano:  Виріб 181, russo:  Изделие 181), foi uma aeronave experimental soviética, construída pela OKB Antonov em Kiev no final da década de 1980. Uma característica marcante deste avião é sua não usual asa em forma de arco, chamada de "Asa Canal".

## História
Devido à dissolução da União Soviética, o projeto foi encerrado por falta de investimentos. A aeronave possui dois assentos lado a lado, um trem de pouso fixo, cauda em V e asa alta, com uma curvatura em volta da área das hélices. A energia é transmitida dos motores instalados na fuselagem através de eixos e caixas de transmissão, levando-a às hélices instaladas na asa. A aeronave recebeu a matrícula СССР-190101 e está exposta no Museu Nacional de Aviação da Ucrânia. Willard Ray Custer havia construído previamente aeronaves com o mesmo conceito nos Estados Unidos.